# Braux-Sainte-Cohière
Braux-Sainte-Cohière je francouzská obec v departementu Marne v regionu Grand Est. Žije zde 94 obyvatel.

## Geografie

### Sousední obce
| Růžice kompasu |                     | Maffrécourt          |                | Růžice kompasu |
| Růžice kompasu | Valmy               | Sever                | Chaudefontaine | Růžice kompasu |
| Růžice kompasu | Valmy               | Braux-Sainte-Cohière | Chaudefontaine | Růžice kompasu |
| Růžice kompasu | Valmy               | Jih                  | Chaudefontaine | Růžice kompasu |
| Růžice kompasu | Dommartin-Dampierre |                      |                | Růžice kompasu |